# Lê Thái Tông
Lê Thái Tông, född 22 december 1423, död 28 januari 1442, var en vietnamesisk kejsare mellan 1433 och 1442. 
Han var son till Lê Thái Tổ som hade befriat Vietnam från kinesiska trupper. Lê Thái Tông var endast tio år när hans far dog och han fick ta över som monark. Hans regent blev därför Le Sat, som använde makten för att rensa ut personer som han låg i konflikt med, bland annat Trinh Kha, skickades iväg till en avlägsen del av Vietnam. Den unge kungen blev snart ovän med Le Sat och tillsammans med Trinh Kha fängslade och avrättade de Le Sat år 1438, vilket gjorde kungen till myndig regent.
Lê Thái Tông hade stor aptit på kvinnor, hade flera hustrur och beordrade dessutom att de vackraste kvinnorna från varje distrikt skulle skickas till honom. Hans femte maka Nguyen thi Anh födde honom en son, som efterträdde honom och regerade under namnet Lê Nhân Tông. Han fjärde maka Nguyễn Thị Anh födde honom Lê Thánh Tông som senare efterträdde Le Nhan Tong.
Lê Thái Tông dog i samband med att han träffade sin konkubin Nguyen thi Lo som blev anklagad för att ha förgiftat kungen vilket antagligen inte stämde. Hon och hennes familj avrättades.